# Einsatzgruppen
Einsatzgruppen (dansk: indsatsgrupper eller aktionsgrupper) var specialenheder i Schutzstaffel. De var mobile formationer, som særligt blev indsat ved likvideringer i besatte områder og var underlagt Amt IV i Reichssicherheitshauptamt (RSHA). Indsatsgrupperne var sammensat af folk fra SS, Sicherheitspolizei (Sipo; "sikkerhedspoliti") og Ordnungspolizei (Orpo; "ordenspoliti") der tjente som omrejsende mordbrigader ved østfronten.
De enkelte grupper blev kaldt Einsatzkommando, mens staben blev kaldt Einsatzstab. Hver kommando var delt i Einsatzgruppe og efter behov forstærket med politimænd og udkommanderet lokalbefolkning. I 1943 havde indsatsgrupperne dræbt mere end 1 million jøder på sovjetisk område ved skydning eller kulos, der blev ledt ind i forseglede lastbiler. Detaljerede rapporter blev udarbejdet om aktionerne, og der blev gjort udbredt brug af lokale medløbere til at hjælpe med pågribelser og mord på jøder og andre i Sovjetunionen.
De første grupper blev sat ind under Anschluss og invasionen i Tjekkoslovakiet. Deres opgave var at sikre vigtige dokumenter og eliminere modstandere som jøder, frimurere, kommunister, kirkeledere og dem, der var mistænkt for at være negative til et nazistisk regime. De sikrede, at nazister blev placeret i vigtige stillinger og oprettede koncentrationslejre.
I 1939 blev Einsatzgruppen omorganiseret, og under angrebet på Polen deltog de i likvidering af polakker, som kunne gøre modstand mod tyskerne.
Efter Operation Barbarossa i 1941 blev grupperne sendt ind i Sovjetunionen for at likvidere "uønskede elementer". Indsatsgrupperne er specielt berygtede for deres rolle i massedrab på jøder. Sammen med specielle politistyrker, hvis medlemmer kunne fritages for at deltage, antages de at være ansvarlige for drab på omkring to millioner jøder, omtrent en tredjedel af de jøder, der blev myrdet under krigen. Grupperne stod også bag massakrer og enkeltlikvideringer på blandt andre romaer og kommunister.
Der dannede sig en myte om, at det var umuligt at undslå sig for at deltage i myrderierne. Professor Franz Six, leder af forkommando Moskva, udtalte, at man kunne ansøge om at overføres fra en indsatsgruppe. Det havde han selv gjort med held og fik ikke andet ubehag af det, end at han kom til at stå på meget dårlig fod med Reinhard Heydrich. 
24 ledere fra Einsatzgruppen blev efter anden verdenskrigs afslutning stillet for Nürnberg-domstolen anklaget for forbrydelser mod menneskeheden, krigsforbrydelser og medlemskab af SS; 14 blev dømt til døden, mens to fik livsvarigt fængsel. Kun fire blev hængt (i 7. juni 1951). De øvrige domme blev ændret til kortere fængselsstraffe.

## Østrig
Einsatzgruppens historie begynder i 1938, da Reinhard Heydrich oprettede en Einsatzkommando (”indsatskommando”) i forbindelse med Anschluss, Tysklands annektering af Østrig. Indsatskommandoen bestod af agenter fra Sicherheitspolizei og Gestapo og havde til opgave at besætte regeringsbygninger sammen med det østrigske politi at arrestere og forhøre personer, der mistænkes for at være anti-nazistiske.

## Tjekkoslovakiet
Ved Münchenaftalen den 30. september 1938 afgav Tjekkoslovakiet det tysktalende Sudetenland til Tyskland, og i marts 1939 besatte Tyskland den tjekkiske del af Tjekkoslovakiet. To Einsatzstaben ("indsatsstabe") fulgte i den tyske hær spor for at sikre regeringsbygninger i Prag. De bestod af blandt andet personale fra SS og SD.

## Polen
Den 1. september 1939 invaderede Tyskland Polen, og fem Einsatzgrupper fulgte de tyske tropper. Senere blev en sjette Einsatzgruppe stationeret i Posen. Der oprettes endda en Einsatzgruppe "til særlige formål", Einsatzgruppe zur besonderen Verwendung (z.b.V.) underordnet Einsatzkommando 16. Således opererede otte indsatsstyrker i Polen:
- Einsatzgruppe I: SS-Standartenführer Bruno Streckenbach
  - Einsatzkommando 1/I: SS-Sturmbannführer Ludwig Hahn
  - Einsatzkommando 2/I: SS-Sturmbannführer Bruno Müller
  - Einsatzkommando 3/I: SS-Sturmbannführer Alfred Hasselberg
  - Einsatzkommando 4/I: SS-Sturmbannführer Karl Brunner

- Einsatzgruppe II: SS-Standartenführer Emanuel Schäfer
  - Einsatzkommando 1/II: SS-Obersturmbannführer Otto Sens
  - Einsatzkommando 2/II: SS-Sturmbannführer Karl-Heinz Rux

- Einsatzgruppe III: SS-Obersturmbannführer Hans Fischer
  - Einsatzkommando 1/III: SS-Sturmbannführer Wilhelm Scharpwinkel
  - Einsatzkommando 2/III: SS-Sturmbannführer Fritz Liphardt

- Einsatzgruppe IV: SS-Brigadeführer Lothar Beutel (fra den 23. oktober 1939 SS-Obersturmbannführer Josef Meisinger)
  - Einsatzkommando 1/IV: SS-Sturmbannführer Helmut Bischoff
  - Einsatzkommando 2/IV: SS-Sturmbannführer Walter Hammer

- Einsatzgruppe V: SS-Brigadeführer Ernst Damzog
  - Einsatzkommando 1/V: SS-Sturmbannführer Heinz Gräfe
  - Einsatzkommando 2/V: SS-Sturmbannführer Robert Schefe
  - Einsatzkommando 3/V: SS-Sturmbannführer Walter Albath

- Einsatzgruppe VI: SS-Oberführer Erich Naumann
  - Einsatzkommando 1/VI: SS-Sturmbannführer Franz Sommer
  - Einsatzkommando 2/VI: SS-Sturmbannführer Gerhard Flesch

- Einsatzgruppe z.b.V.: SS-Obergruppenführer Udo von Woyrsch og SS-Oberführer Otto Rasch

- Einsatzkommando 16: SS-Sturmbannführer Rudolf Tröger

Ved fronten i Polen var indsatsgrupperne under hærens kommando, men omkring baglinjerne opererede de frit. Officielt fik indsatsgrupperne til opgave at arrestere politiske modstandere og andre personer, som udgjorde en trussel mod sikkerheden i Det tredje rige, og forhindre sabotage, men i virkeligheden bestod indsatsgruppernes mission i at ødelægge den polske intelligentsia fuldstændigt. Reichsführer-SS Heinrich Himmler regnede med, at når den polske ledelse var fjernet, ville polakkerne blive et underdanig slavefolk under nazi-kontrol. Da indsatsgrupperne havde fjernet deres primære fjender, begyndte de at jage de polske jøder. Hærens ledelse reagerede meget stærkt på indsatsgrupperne brutale fremfærd og generaloberst Gerd von Rundstedt krævede, at jødeforfølgelsen straks blev stoppet. Hitler svar var at fratage hærens ledelse al indflydelse over indsatsgrupperne. Han udnævnte fire partiloyale statholder med jurisdiktion over indsatsgrupperne: Albert Forster i Danzig-Westpreußen, Arthur Greiser i Warthegau, Gustav Wagner i Schlesien og Hans Frank i Generalguvernementet, den del af Polender ikke var med i det tyske rige.

## Operation Barbarossa
Heydrich, der i 1939 blev chef for Reichssicherheitshauptamt, Nazi-Tysklands sikkerhedsministerium, gav før angrebet på Sovjetunionen i juni 1941 Einsatzgruppen til opgave at dræbe alle jøder, russiske politiske kommissærer, såkaldte politruker samt partisaner. Einsatzgruppen blev opdelt i fire hovedgrupper (A-D) og opererede fra Baltikum i nord til Sortehavet i syd. Einsatzgruppen var opdelt i Sonderkommandon og Einsatzkommandon, hvis mindste enhed blev kaldt Einsatztruppe. Einsatzgruppen på omkring 2.500 mand rekrutteredes fra bland andet Waffen-SS, SD, Kripo og Orpo. Ifølge usikre skøn skal Einsatzgruppen have myrdet mindst 1.000.000 mennesker i Rusland og Baltikum i samarbejde med tilsvarende enheder fra det tyske politi. Det har vist sig, at bataljoner af det tyske politi Polizeibataillone og Reservpolizeibataillone også blev indsat uafhængigt til massedrap af civilpersoner i det bageste område, ved siden af rent partisanbekæmpningsopgaver. I Baltikum og Sovjetunionen deltog den lokale befolkning også i massemordet på jøderne. I Ukraine bemærkede lokale militsgrupper og hjælpepolitibataljoner deres brutalitet.
Militære ledere protesterede mundtligt og skriftligt mod sikkerhedspolitiets metoder, som de anså som kontraproduktive og respektløse. Da krigen fortsatte, blev kampen mellem partisanerne og de tyske væbnede styrker intensiveret. Det antages at have ført til en skarp brutalisering og accept af massearrestationer og lignende aktiviteter.
Oplysninger fra ledere og andet personale i disse enheder antyder, at normale mennesker under relativt unormale omstændigheder kan finde sig i massedrab, men at personlige problemer som alkoholisme, mental sygdom, selvmord gradvist dukker op blandt dem. Ledere synes at motivere personale med juridisk eller domstolslignende effekt, ord og omskrivninger. Militær disciplin synes også at have indflydelse på at se bort fra personlige følelser, ansvar og lignende. De problemer, der motiverer personalet inden for Einsatzgruppen, anses af nogle forskere for at have bidraget til oprettelsen af udryddelseslejrene med gaskamre som udryddelsesmetode, hvor det meste af håndteringen af de døde blev udført af fangerne selv.
Flere høje ledere i Einsatzgruppen blev dømt til døden eller til langvarig fængselsstraf ved Einsatzgruppenretssagen i 1947–1948. Så sent som i juni 1951 blev Einsatzgruppens ledere Paul Blobel, Werner Braune, Erich Naumann og Otto Ohlendorf hængt. Paul Blobel havde kommandoen ved Babij Jar og havde også ansvaret for Aktion 1005. SS-Gruppenführer Arthur Nebe, kommandant for Einsatzgruppe B fra juni til oktober 1941, blev dog dømt til døden og henrettet i marts 1945 for indblanding i 20. juli-attentatet mod Adolf Hitler i 1944.

## Einsatzgruppe A
Einsatzgruppe A fulgte Heeresgruppe Nord og opererede i Baltikum. Einsatzgruppe A omfattede Sonderkommando 1a og 1b samt Einsatzkommando 2 og 3.

### Befalingshavende
- Walter Stahlecker (juni 1941 – 23. marts 1942)
- Heinz Jost (24. marts 1942 – september 1942)
- Humbert Achamer-Pifrader (10. september 1942 – 4. september 1943)
- Friedrich Panzinger (4. september 1943 – maj 1944)
- Wilhelm Fuchs (maj – oktober 1944)

### Sonderkommando 1a
- Martin Sandberger (juni 1941 – oktober 1943)
- Bernhard Baatz (30. oktober 1943 – 15. oktober 1944)

### Sonderkommando 1b
- Erich Ehrlinger (juni 1941 – 3. december 1941)
- Eduard Strauch (3. december 1941 – juni 1943)
- Erich Isselhorst (30. juni 1943 – oktober 1943)

### Einsatzkommando 2
- Rudolf Batz (juni – november 1941)
- Eduard Strauch (4. november – 3. december 1941)
- Rudolf Lange (3. december 1941 – marts 1944)

### Einsatzkommando 3
- Karl Jäger (juni 1941 – september 1943)
- Wilhelm Fuchs (15. september 1943 – 6. maj 1944)
- Hans-Joachim Böhme (11. maj 1944 – 1. januar 1945)

Personalesammensætning for Einsatzgruppe A (15 oktober 1941)
| Enhed                   | Antal |
| ----------------------- | ----- |
| Waffen-SS               | 340   |
| Motorcykelkører         | 172   |
| Administration          | 18    |
| Sicherheitsdienst (SD)  | 35    |
| Kriminalpolizei (Kripo) | 41    |
| Staatspolizei (Stapo)   | 89    |
| Hilfspolizei (Hipo)     | 87    |
| Ordnungspolizei (Orpo)  | 133   |
| Kvindelige ansatte      | 13    |
| tolke                   | 51    |
| Teleprinteroperatører   | 3     |
| Radiooperatører         | 8     |
| Totalt                  | 990   |

## Einsatzgruppe B
Einsatzgruppe B fulgte Heeresgruppe Mitte i Hviderusland og bestod af Sonderkommando 7a, 7b og 7c (Vorkommando Moskau) samt Einsatzkommando 8 og 9.

### Befalingshavende
- Arthur Nebe (juni – oktober 1941)
- Erich Naumann (november 1941 – marts 1943)
- Horst Böhme (12. marts – 28. august 1943)
- Erich Ehrlinger (28. august 1943 – april 1944)
- Heinrich Otto Seetzen (28. april – 11. august 1944)
- Horst Böhme (11. august – 29. august 1944)

### Sonderkommando 7a
- Walter Blume (juni – september 1941)
- Eugen Steimle (september – december 1941)
- Kurt Matschke (december 1941 – februar 1942)
- Albert Rapp (februar 1942 – 28 januar 1943)
- Helmut Looß (juni 1943 – juni 1944)
- Gerhard Bast (juni 1944 – november 1944)

### Sonderkommando 7b
- Günther Rausch (juni 1941 – februar 1942)
- Adolf Ott (februar 1942 – januar 1943; usikker)
- Josef Auinger (21. januar – 27. januar 1943)
- Georg Raabe (27. januar 1943 – 14. oktober 1944)

### Sonderkommando 7c /Vorkommando Moskau
- Franz Six (juni – 20. august 1941)
- Waldemar Klingelhöfer (august – oktober 1941)
- Erich Körting (oktober – december 1941)
- Friedrich Buchardt (december 1941)
- Wilhelm Bock (december 1941 – juni 1942)
- Rudolf Schmücker (juni – august 1942)
- Wilhelm Bluhm (august 1942 – juli 1943)
- Hans Eckhardt (juli – december 1943)

### Einsatzkommando 8
- Otto Bradfisch (juni 1941 – 1. april 1942)
- Heinz Richter (1 april – september 1942)
- Erich Isselhorst (september – november 1942)
- Hans Schindhelm (13. november 1942 – oktober 1943)
- Alfred Renndorfer (oktober 1943 – april 1944)

### Einsatzkommando 9
- Alfred Filbert (juni – 20. oktober 1941)
- Oswald Schäfer (oktober 1941 – februar 1942)
- Wilhelm Wiebens (februar 1942 – januar 1943)
- Friedrich Buchardt (januar – oktober 1943)
- Werner Kämpf (oktober 1943 – marts 1944)

## Einsatzgruppe C
Einsatzgruppe C fulgte Heeresgruppe Süd i det nordlige og centrale Ukraine og bestod af Sonderkommando 4a og 4b samt Einsatzkommando 5 og 6.

### Befalingshavende
- Otto Rasch (juni – september 1941)
- Max Thomas (oktober 1941 – 28 august 1943)
- Horst Böhme (6 september – mars 1944)

### Sonderkommando 4a
- Paul Blobel (juni 1941 – januar 1942)
- Erwin Weinmann (13. januar – juli 1942)
- Eugen Steimle (august 1942 – 15. januar 1943)
- Theodor Christensen (januar – slutningen af 1943)

### Sonderkommando 4b
- Günther Herrmann (juni – september 1941)
- Fritz Braune (oktober 1941 – 21. marts 1942)
- Walter Hänsch (marts 1942 – juli 1943)
- August Meier (juli – november 1942)
- Friedrich Suhr (november 1942 – august 1943)
- Waldemar Krause (august 1943 – januar 1944)

### Einsatzkommando 5
- Erwin Schulz (juni – september 1941)
- August Meier (september 1941 – januar 1942)

### Einsatzkommando 6
- Erhard Kröger (juni – november 1941)
- Robert Mohr (november 1941 – september 1942)
- Ernst Biberstein (september 1942 – november 1942)
- Friedrich Suhr (november 1942 – august 1943)

## Einsatzgruppe D
Einsatzgruppe D fulgte Heeresgruppe Süd og opererede i Bessarabien, det sydlige Ukraine, på Krim og i Kaukasus med Sonderkommando 10a og 10b samt Einsatzkommando 11a, 11b og 12.

### Befalingshavende
- Otto Ohlendorf (4. juni 1941 - 30. juli 1942)
- Walther Bierkamp (30. juli 1942 – 15. juli 1943)

### Einsatzkommando 10a
- Heinrich Otto Seetzen (1. juni 1941 – 1. august 1942)
- Kurt Christmann (1. august 1942 – 11. juli 1943)

### Einsatzkommando 10b
- Alois Persterer (12. maj 1941 – december 1942)
- Eduard Jedamzik (december 1942 – februar 1943)

### Einsatzkommando 11a
- Paul Zapp (juni 1941 – juli 1942)
- Gerhard Bast (november/december 1942)
- Werner Hersmann (december 1942 – maj 1943)

### Einsatzkommando 11b
- Hans Unglaube (juni – juli 1941)
- Bruno Müller (juli – oktober 1941)
- Werner Braune (oktober 1941 – september 1942)
- Paul Schulz (september 1942 – februar 1943)

### Einsatzkommando 12
- Gustav Nosske (juni 1941 – februar 1942)
- Erich Müller (februar – oktober 1942)
- Günther Herrmann (oktober 1942 – marts 1943)

## Kroatien

### Einsatzgruppe E
- Ludwig Teichmann (2. august 1941 – 24. april 1943)
- Günther Herrmann (24. april 1943 – 1944)
- Wilhelm Fuchs (1944–1945)

Einsatzkommando 10b
- Joachim Deumling (15. marts 1943 – 27. januar 1945)
- Franz Sprinz (27. januar – maj 1945)

Einsatzkommando 11a
- Rudolf Korndörfer (15. maj 1943 – 9. september 1943)
- Anton Fest (9. september 1943 – 1945)

Einsatzkommando 15
- Willi Wolter (12. juni 1943 – september 1944)

Einsatzkommando 16
- Johannes Thümmler (3. juli – 11. september 1943)
- Joachim Freitag (11. september 1943 – 28. oktober 1944)

Einsatzkommando Agram
Agram er det østrigsk-tyske navn på Zagreb.
- Rudolf Korndörfer

## Serbien
- Wilhelm Fuchs
- August Meyszner

## Slovakiet

### Einsatzgruppe H
- Josef Witiska (10. september – 15. november 1944)

## Kärnten/Slovenien

### Einsatzgruppe Iltis
Einsatzgruppe Iltis havde til opgave at bekæmpe jugoslaviske partisaner i Kärnten og Slovenien.
- Paul Blobel (oktober 1944)

### Trykte kilder
- Browning, Christopher R.; Matthäus, Jürgen (2004). The Origins of the Final Solution: The Evolution of Nazi Jewish Policy, September 1939 - March 1942 (engelsk). London: Heinemann. ISBN 0-434-01227-0.
- Desbois, Patrick (2008). The Holocaust by Bullets: A Priest's Journey to Uncover the Truth Behind the Murder of 1.5 Million Jews. New York: Palgrave Macmillan. ISBN 978-0-230-60617-3.
- Hilberg, Raul (1985). The Destruction of the European Jews (engelsk). New York: Holmes & Meier. ISBN 0-8419-0832-X.
- Rhodes, Richard (2002). Masters of Death: The SS-Einsatzgruppen and the Invention of the Holocaust (engelsk). New York: Alfred A. Knopf. ISBN 0-375-40900-9.
- Streim, Alfred (1989). "The Tasks of the SS Einsatzgruppen".  I Marrus, Michael (red.). The Nazi Holocaust, Part 3, The "Final Solution": The Implementation of Mass Murder (engelsk). Vol. 2. Westpoint, Connecticut: Meckler. s. 436-454. ISBN 0-88736-266-4. {{cite book}}: Cite har en ukendt tom parameter: |month= (hjælp)
- Williamson, Gordon (1995) [1994]. The SS: Hitler's Instrument of Terror (engelsk). London: Sidgwick & Jackson. ISBN 0-283-06280-0.